# Pax Romana
Pax Romana, latin för "den romerska freden", är ett uttryck för den period av inre fred som rådde i romerska riket från Augustus till Marcus Aurelius, det vill säga 27 f.Kr.–180 e.Kr. Fredsperioden varade således i 206 år. Detta tillstånd av lugn gällde dock endast inom riket, utåt utkämpade romarna ständiga gränskrig. Under denna tid blomstrade handeln tack vare att Rom hade kontroll över hela Medelhavet. Begreppet är hämtat från Plinius d.y..
Analogt har fredsperioder i andra områden av världen blivit kallade Pax Britannica, Pax Sinica, Pax Persica och Pax Americana. 
Pax Romana var Roms gyllene era. Då
- minskade arbetslösheten
- ökade byggnadsverksamheten
- stärktes handeln eftersom sjömännen vågade segla längre utan att behöva oroa sig för krig
- fick Rom ett effektivare skattesystem
- var valutan och måttenheterna samma i hela Romarriket